# Nine Network
Nine Network er en australsk kommerciel tv-station. Netværkets hovedkvarter er beliggende i Sydney, og det er et af fem hoved-free-to-air-netværk i Australien. Det ejes af Nine Entertainment Co.
Fra og med 2020 er Nine Network det største tv-netværk i Australien foran Seven Network, ABC TV, Network 10 og SBS.